# Zehntturm (Bandorf)

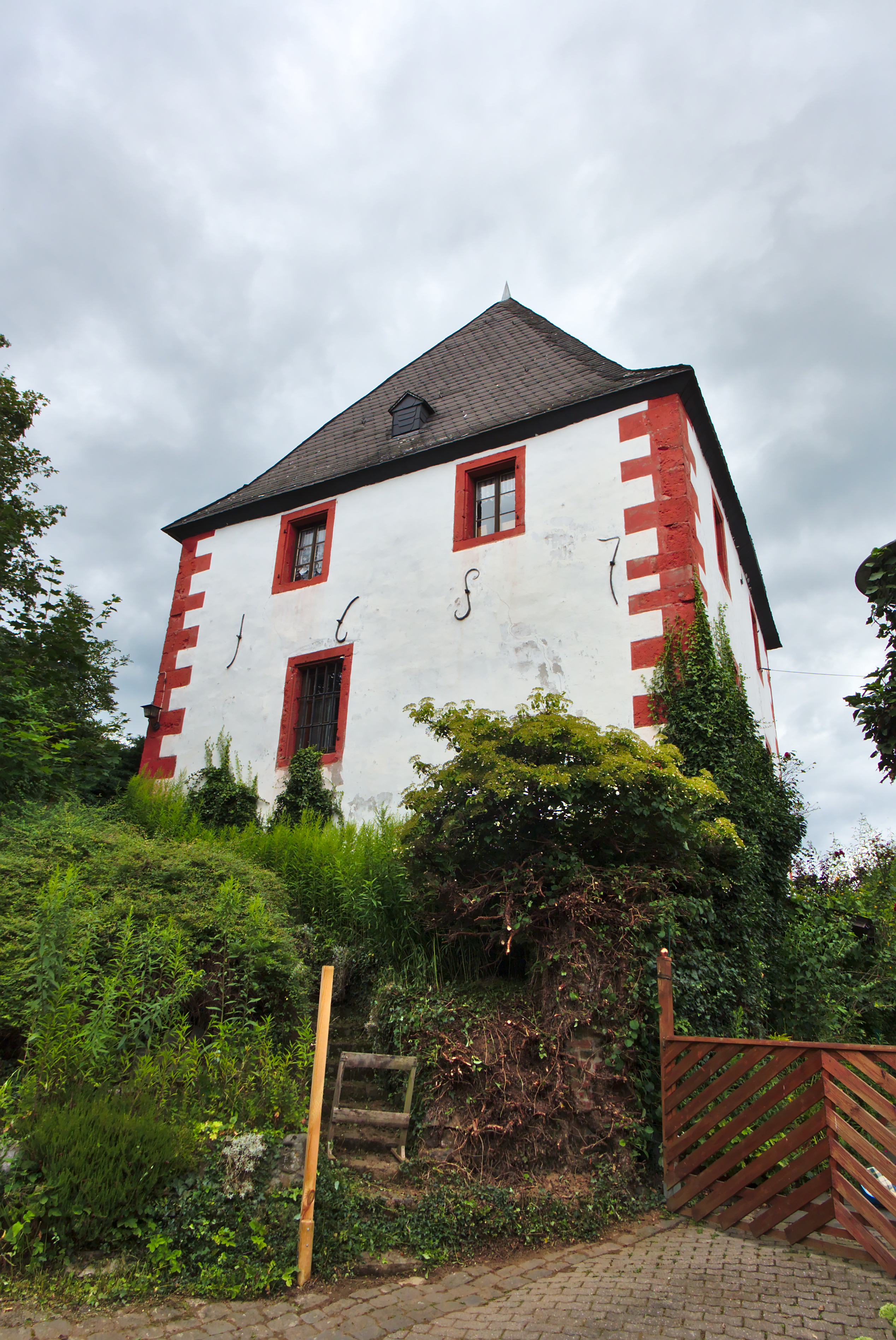
Zehntturm in Bandorf

Der sogenannte Zehntturm in Bandorf, einem Stadtteil von Remagen im Landkreis Ahrweiler in Rheinland-Pfalz, wurde 1657 errichtet. Der Turm am Turmweg 32 ist ein geschütztes Kulturdenkmal.
Der dreigeschossige Massivbau aus Bruchsteinmauerwerk gehörte zum ehemaligen Zehnthof, der wahrscheinlich auf älteren Grundmauern steht. Der nahezu quadratische Bau mit zwei Fensterachsen hat eine Eckquaderung aus Trachyt sowie Fenster und Tür mit Trachyteinfassung. 
Im Süden und Westen beträgt die Mauerstärke etwa zwei Meter, ansonsten circa 70 cm. Im Osten zum Hof hin ist ein rundbogiger Eingang mit einer alten Tür, im Inneren sind einfache Balkendecken vorhanden.  